# Mount Airthrey
Der Mount Airthrey ist ein markanter, 1175 m hoher Berg im südlichen Gebiet der Antarktischen Trockentäler im ostantarktischen Viktorialand. Er ragt inmitten einer Gebirgskette auf, die zwischen dem Garwood Valley und dem Marshall Valley liegt. 
Benannt wurde er von den schottischen Mitgliedern eines Teams von Biologen der University of Canterbury, die zahlreiche Untersuchungen in dieser Region unternahm. „Airthrey“ ist der schottisch-gälische Name für einen hochgelegenen Punkt. Gleichzeitig heißt auch so der Gründungsort der University of Stirling.